# Adam III. (Bethsan)
Adam III. (auch Ades oder André de Bessan; vor November 1179) war Herr von Bethsan im Königreich Jerusalem.
Er war der älteste Sohn des Guermond I., Herr von Bethsan, aus dem französischen Adelsgeschlecht Béthune aus dessen Ehe mit Margarethe Brisebarre von Beirut. Beim Tod seines Vaters, um 1174, erbte er dessen Herrschaft Bethsan.
Er heiratete Helvis von Milly, Tochter des Heinrich von Milly. Mit ihr hatte er einen Sohn und Erben:
- Guermond II. († um 1220)

Sein genaues Todesdatum ist unbekannt, am 24. November 1179 war er bereits gestorben.